# Atghar
Atghar é um distrito da província de Zabol, no Afeganistão.